# Дорофеев, Владимир Филимонович
Владимир Филимонович Дорофеев (14 августа 1919 — 12 марта 1987) — советский учёный в области биологии, селекции и культуры пшеницы и тритикале, академик ВАСХНИЛ (1982).

## Биография
Родился в с. Вышнеольшанское (ныне Должанский район Орловской области).
В 1939 г. учитель школы в Камчатской области. В 1939-1946 служил в РККА, участник войны, гвардии капитан.
Окончил Московскую сельскохозяйственную академию им. К. А. Тимирязева (1952) и аспирантуру там же при кафедре ботаники (1952—1955, ученик профессора П. М. Жуковского).
В 1956 г. зав. Дербентским опорным пунктом ВНИИ растениеводства. С 1956 г. ассистент, в 1957-1960 доцент кафедры ботаники Всесоюзного с.-х. института заочного образования (ВСХИЗО).
ВНИИ растениеводства им. Н. И. Вавилова (ВИР): старший научный сотрудник (1960—1968), заместитель директора по науке (1968—1971), заведующий отделом пшениц (1971—1979), директор (1979—1987).
Автор научных работ в области теории эволюции, мирового разнообразия, систематики, селекции и семеноводства пшеницы и тритикале. Автор 3 сортов кормового тритикале и одного сорта озимой пшеницы.
Доктор сельскохозяйственных наук (1972), профессор (1973), академик ВАСХНИЛ (1982, член-корреспондент с 1978).
Награждён орденом Трудового Красного Знамени (1970), 2 орденами Отечественной войны II степени (1943, 1985), 2 орденами Красной Звезды (1943, 1945), орденом «Знак Почёта» (1979), 10 медалями СССР.

## Основные работы
- Пшеница в Нечерноземье / соавт.: К. И. Саранин и др. — Л.: Колос. Ленингр. отд-ние, 1983. — 190 с.
- Закавказский очаг происхождения культурных растений и его роль в формировании мирового генофонда // Генофонд культ. растений и их диких сородичей в Закавказье. Ереван, 1987. С. 11-17.
- Исходный материал для селекции озимых тритикале в Нечернозёмной зоне / соавт. Н. Н. Чикида // Сб. науч. тр. по прикл. ботанике, генетике и селекции / ВИР. 1987. Т. 111. С. 66-72.
- Пшеницы мира: видовой состав, достижения селекции, соврем. пробл. и исход. материал / соавт.: Р. А. Удачин и др. — 2-е изд., перераб. и доп. — Л.: Агропромиздат. Ленингр. отд-ние, 1987. — 560 с.
- Цветение, опыление и гибридизация растений /соавт.: Ю. П. Лаптев, Н. М. Чекалин. — М.: Агропромиздат, 1990. — 145 с.